# مايك ألفارادو
مايك ألفارادو (بالإنجليزية: Mike Alvarado)‏ (ولد: 28 يوليو 1980 في دنفر، الولايات المتحدة - )؛ هو ملاكم محترف أمريكي يصنف ضمن فئة وزن الوسط. حقق بطولة منظمة الملاكمة العالمية.

## إحصائيات
خاض خلال مسيرته 44 نزالا، فاز في 40 وخسر في 4. فاز بالضربة القاضية في 28 نزالا.

## روابط خارجية
- مايك ألفارادو على موقع بوكس ريك (الإنجليزية) (registration required)